# Курода Кійотака
Курода Кійотака (яп. 黒田清隆, くろだきよたか; 9 листопада 1840 — 23 серпня 1900) — японський політик, дипломат, військовик кінця періоду Едо — періоду Мейджі. Генерал-лейтенант Імперської армії Японії. 2-й прем'єр-міністр Японії (30 квітня 1888 — 25 жовтня 1889). 3-й голова Відділу освоєння Півночі (1874—1882), 3-й міністр сільського господарства і торгівлі (1887—1888), 3-й міністр зв'язку (1892—1895), 6-й голова Таємної ради (1894—1900). Граф, ґенро.

## Біографія
Курода Кійотака народився 9 листопада 1840 року в містечку Каґосіма автономного уділу Сацума-хан. Його родина належала до дрібних незаможних самураїв і мала дохід лише у 4 коку. В юності Кійотака підтримував рух «Шануймо Імператора, виженемо варварів!» і 1863 року брав участь сацумсько-британській війні. Того ж року за наказом володаря хану він вирушив до Едо, де вивчав артилерійську справу в школі Еґава.
1866 року Кійотака доклав зусиль до укладання таємного союзу між Сацума-ханом і Тьосю-ханом, метою якого було повалення сьоґунату Токуґава і відновлення прямого Імператорського правління. Після реставрації Мейджі 1868 року він взяв участь у громадянській війні 1868—1869 року на боці нового Імператорського уряду. 1869 року Кійотака успішно керував штурмом П'ятибастіонної фортеці в Хакодате, яку утримували сепаратисти під проводом Еномото Такеакі. Йому вдалося здобути цитадель і полонити лідера сепаратистів.
1869 року уряд призначив Кійотаку тимчасовим старшим помічником Міністерства закордонних справ, проте згодом перевів його на постійний пост старшого помічника Міністерства війни. Наступного 1870 року він отримав нове призначення заступника голови Відділу освоєння Півночі й керував процесом колонізації Сахаліну. Перебуваючи на цій посаді, Кійотака запропонував уряду облишити Сахалін і зайнятися освоєнням стратегічно важливого регіону Хоккайдо та Курильських островів. Ця пропозиція була реалізована у Санкт-Петербурзькому договорі 1875 року, за яким Японія поступалася Сахаліном на користь Росії, а та у свою чергу передавала японцям права на володіння Курилами.
1871 року Кійотака посів місце виконувача обов'язків голови Відділу освоєння Півночі, а 1874 року, після отримання звання генерал-лейтенанта та статусу Імператорського радника, став головою цього Відділу. Під його керівництвом північні території Японського архіпелагу були освоєні за короткий час. Кійотака заснував на Хоккайдо державні промислові заводи, відкрив ряд вугільних шахт, проклав дороги і залізниці, а також запросив на службу американського агронома Гореса Кепрона, що запровадив на Хоккайдо західні методи сільського господарювання і тваринництва. 1874 року за ініціативи голови Відділу на Хоккайдо була встановлено система військових поселень-колоній, що діяла до 1904 року.
1875 року Кійотака виконував роль надзвичайного посла в Кореї для владнання наслідків Канхваського інциденту, а наступного підписав із корейською стороною Канхваський договір. 1877 року він брав участь у придушенні Сацумського повстання під проводом Сайґо Такаморі. 1878 року, після загибелі Окубо Тосіміті, Кійотака став лідером Сацумської фракції в уряді.
В липні 1881 року, напередодні закінчення 10-річного плану освоєння Хоккайдо і Курил, Кійотака розпродав своєму земляку Ґодаю Томоацу речі з державного реєстру на вигідних для себе умовах. Це викликало різку критику з боку громадськості й стало причиною «інциденту 1881 року». Наступного року Відділ освоєння Хоккайдо був ліквідований, а Кійотаку понизили до рівня радника Кабінету міністрів. Незважаючи на корупційний скандал, уряд визнав здобутки екс-голови Відділу і 1884 року надав йому титул графа за заслуги. 1885 року друзі Кійотаки намагалися призначити його на посаду правого міністра, однак Імператор Мейджі відхилив їхні пропозиції, посилаючись на те, що кандидат зловживає саке. При дворі добре пам'ятали як 1878 року Кійотака на підпитку убив свою дружину.
1887 року Кійотака зайняв посаду міністра сільського господарства і торгівлі в першому уряді Іто Хіробумі, а 1888 року став прем'єр-міністром Японії і сформував свій власний кабінет. Його основною заслугою було оголошення Конституції Японської імперії. Кійотака намагався не перейматися партійністю урядовців і сповідував принцип «безпристрасності» під час прийняття державних рішень. 1889 року довкола його міністра іноземних справ Окуми Сіґенобу спалахнув дипломатичний скандал, який змусив прем'єра і його кабінет піти у відставку. Після цього Кійотака став членом Таємної ради і отримав звання ґенро. 1892 року він був призначений на посаду міністра зв'язку в другому уряді Іто Хіробумі, а 1894 року очолив Таємну раду.
23 серпня 1900 року Курода Кійотака помер в Токіо від крововиливу в мозок.